# Cheumatopsyche camerunica
Cheumatopsyche camerunica là một loài Trichoptera trong họ Hydropsychidae. Chúng phân bố ở vùng nhiệt đới châu Phi.